# Liste der denkmalgeschützten Objekte in Spielberg (Steiermark)
Die Liste der denkmalgeschützten Objekte in Spielberg enthält die 13 denkmalgeschützten, unbeweglichen Objekte der österreichischen Stadtgemeinde Spielberg.

## Denkmäler
| Foto |                 | Denkmal                                                                    | Standort                                                               | Beschreibung | Metadaten |
| ---- | --------------- | -------------------------------------------------------------------------- | ---------------------------------------------------------------------- | --- | --- |
| ja   | Datei hochladen | Kath. Pfarrkirche hl. Stephan, Friedhof HERIS-ID: 68755 Objekt-ID: 81790   | Kirchenweg 2 Standort KG: Schönberg                                    | → Hauptartikel : Pfarrkirche Schönberg ob Knittelfeld f1 | BDA-Hist.: Q38120488 Status: § 2a Stand der BDA-Liste: 2025-06-30 Name: Kath. Pfarrkirche hl. Stephan, Friedhof GstNr.: .25, 132 Pfarrkirche Schönberg ob Knittelfeld |
| ja   | Datei hochladen | Brunnenkapelle HERIS-ID: 68757 Objekt-ID: 81792                            | bei Kirchenweg 2 Standort KG: Schönberg                                | Die barocke Brunnenkapelle hat ein geschwungenes Dach, die Wandmalerei zeigt Gottvater und Engel. Die beiden Steinstatuen der hll. Joseph und Johann Nepomuk in den beidseitigen Nischen stammen nach Urkunden von Johann Jacob Schoy. | BDA-Hist.: Q38120499 Status: § 2a Stand der BDA-Liste: 2025-06-30 Name: Brunnenkapelle GstNr.: 240/2 Brunnenkapelle, Spielberg bei Knittelfeld                        |
| ja   | Datei hochladen | Stadl des Pfarrhofes mit Römischem Relief HERIS-ID: 68778 Objekt-ID: 81813 | Kirchplatz 1 Standort KG: Lind                                         | Am Stallgebäude des Pfarrhofs ist ein Römerstein mit dem Relief eines Diskuswerfers eingemauert. | BDA-Hist.: Q38120564 Status: § 2a Stand der BDA-Liste: 2025-06-30 Name: Stadl des Pfarrhofes mit Römischem Relief GstNr.: .1                                          |
| ja   | Datei hochladen | Pfarrhof HERIS-ID: 51646 Objekt-ID: 57354                                  | Kirchplatz 1 Standort KG: Lind                                         | Der stattliche Pfarrhof trägt ein Walmdach und wurde 1600–1605 erbaut. Das Prälatenzimmer hat eine Stuckdecke, die um 1730, und einem Hausaltar, der um 1760 errichtet wurde. Die Biedermeierluster bestehen aus bunten Glassteinen. | BDA-Hist.: Q38046583 Status: § 2a Stand der BDA-Liste: 2025-06-30 Name: Pfarrhof GstNr.: .1                                                                           |
| ja   | Datei hochladen | St. Michaelskapelle HERIS-ID: 68773 Objekt-ID: 81808                       | Kirchplatz 1 Standort KG: Lind                                         | Bei der St. Michaelskapelle handelt es sich um einen runden Karner mit Zeltdach. Im Osten befindet sich eine Altarnische, die Wandmalereien, die gotischen Apostelkreuze und eine Schutzmantelmadonna stammen aus der 1. Hälfte des 15. Jahrhunderts. Die Holzdecke wird um 1700 datiert. Der Wappengrabstein Offos von Teuffenbach zeigt das Jahr 1641. | BDA-Hist.: Q38120538 Status: § 2a Stand der BDA-Liste: 2025-06-30 Name: St. Michaelskapelle GstNr.: 59                                                                |
| ja   | Datei hochladen | Kath. Pfarrkirche hl. Martin HERIS-ID: 68775 Objekt-ID: 81810              | Kirchplatz 1 Standort KG: Lind                                         | Die Kirche wurde 1103 von Herzog Heinrich III. von Kärnten dem Stift St. Lambrecht geschenkt, welches 1155 einen Konvent mit sieben Brüdern stiftete. Die Kirche war bis 1958 dem Stift St. Lambrecht inkorporiert. Der romanische Bau erhielt einen gotischen Chor, das Langhaus wurde barock eingewölbt.                                               | BDA-Hist.: Q38120547 Status: § 2a Stand der BDA-Liste: 2025-06-30 Name: Kath. Pfarrkirche hl. Martin GstNr.: .2 Pfarrkirche Lind (Spielberg bei Knittelfeld)          |
| ja   | Datei hochladen | Friedhofskapelle HERIS-ID: 68776 Objekt-ID: 81811                          | bei Kirchplatz 1 Standort KG: Lind                                     | | BDA-Hist.: Q38120555 Status: § 2a Stand der BDA-Liste: 2025-06-30 Name: Friedhofskapelle GstNr.: 394/2                                                                |
| ja   | Datei hochladen | Pumpwerk HERIS-ID: 63240 Objekt-ID: 75869                                  | Maßweger Straße Standort KG: Sachendorf                                | | BDA-Hist.: Q38102691 Status: § 2a Stand der BDA-Liste: 2025-06-30 Name: Pumpwerk GstNr.: 433                                                                          |
| ja   | Datei hochladen | Figur hl. Johannes Nepomuk HERIS-ID: 68761 Objekt-ID: 81796                | Obere Sachendorferstraße 32 Standort KG: Sachendorf                    | | BDA-Hist.: Q38120507 Status: § 2a Stand der BDA-Liste: 2025-06-30 Name: Figur hl. Johannes Nepomuk GstNr.: 342                                                        |
| ja   | Datei hochladen | Flur-/Wegkapelle HERIS-ID: 68763 Objekt-ID: 81798                          | Obere Sachendorferstraße 32 Standort KG: Sachendorf                    | | BDA-Hist.: Q38120516 Status: § 2a Stand der BDA-Liste: 2025-06-30 Name: Flur-/Wegkapelle GstNr.: 342                                                                  |
| ja   | Datei hochladen | Schloss Spielberg HERIS-ID: 37445 Objekt-ID: 36598                         | Schloßweg 1 Standort KG: Spielberg                                     | 1570 errichtetes Schloss, das der umliegenden Herrschaft und Gemeinde den Namen gab. | BDA-Hist.: Q2243552 Status: Bescheid Stand der BDA-Liste: 2025-06-30 Name: Schloss Spielberg GstNr.: .1 Schloss Spielberg, Styria                                     |
| ja   | Datei hochladen | Ortskapelle HERIS-ID: 68766 Objekt-ID: 81801                               | gegenüber Unterer Dorfgrund 1 Standort KG: Pausendorf                  | Die Dorfkapelle von Pausendorf beherbergt einen barocken Altar und Schnitzfiguren der hll. Barbara und Jakobus aus der Zeit um 1530. | BDA-Hist.: Q38120530 Status: § 2a Stand der BDA-Liste: 2025-06-30 Name: Ortskapelle GstNr.: .16                                                                       |
| ja   | Datei hochladen | Brunnengebäude HERIS-ID: 68764 Objekt-ID: 81799                            | südlich Waldrandstraße 3, bei Waldrandstraße 1 Standort KG: Sachendorf | | BDA-Hist.: Q38120522 Status: § 2a Stand der BDA-Liste: 2025-06-30 Name: Brunnengebäude GstNr.: .34                                                                    |